# 産業・文化・福祉フェスタ
産業・福祉・文化フェスタ（さんぎょうふくしぶんかフェスタ）は、福岡県みやま市瀬高町で例年11月に行われるイベント。瀬高町の特産品をはじめ、国際交流まで幅広い分野のイベントが行われる。

## 場所
- 中央公民館前・みやま市立図書館駐車場、中央公園夢広場、瀬高中学校、他
  - 年によって変わる可能性がある。

## 関連
- みやま市公式サイト